# William Field
William Field (* 12. April 1790 in Pomfret, Windham County, Connecticut; † 20. September 1878 in Stafford, Connecticut) war ein US-amerikanischer Politiker. In den Jahren 1855 und 1856 war er Vizegouverneur des Bundesstaates Connecticut.

## Werdegang
Über die Jugend und Schulausbildung von William Field ist nichts überliefert. Er arbeitete für einige Zeit im Schmiedehandwerk. Während des Britisch-Amerikanischen Krieges von 1812 diente er in einer Kompanie aus New London. Später schlug er eine politische Laufbahn ein, wobei er sich zunächst Präsident Andrew Jackson und dessen Demokratischer Partei anschloss. Zwischen 1836 und 1838 übte er das Amt des State Comptroller für Connecticut aus. In den Jahren 1849 und 1850 saß er im Staatssenat. Zwischenzeitlich war er der Free Soil Party beigetreten.
1854 wurde Field an der Seite von William T. Minor zum Vizegouverneur von Connecticut gewählt. Dieses Amt bekleidete er zwischen 1855 und 1856. Dabei war er Stellvertreter des Gouverneurs und Vorsitzender des Staatssenats. Nach dem Ende seiner Zeit als Vizegouverneur ist er politisch nicht mehr in Erscheinung getreten. William Field war mütterlicherseits ein Nachkomme von Roger Williams (1603–1683), der herausragenden politischen Figur im kolonialen Rhode Island. Mit seiner 1835 verstorbenen Frau Martha Pinney hatte er fünf Kinder. Er starb am 20. September 1878 in Stafford.